# Maria Sobocińska

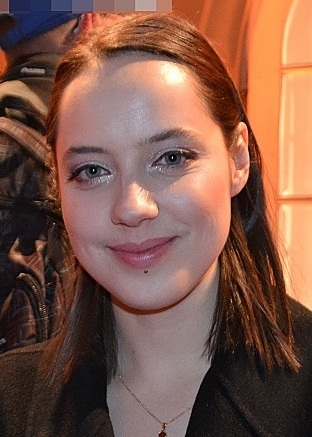
Maria Sobocińska im Jahr 2020

Maria Sobocińska (* 24. Februar 1994 in Polen) ist eine polnische Schauspielerin.

## Leben
Maria Sobocińska wurde 1994 geboren, ihre Eltern sind die Schauspielerin Hanna Mikuć und der Kameramann Piotr Sobociński (1958–2001), der verstarb, als Maria noch ein Kind war. Bereits ihre Großeltern waren als Schauspieler oder Kameraleute tätig. Sie hat zwei Brüder, Piotr und Michał, die in die Fußstapfen des Vaters traten und ebenfalls Kameramann wurden. Maria Sobocińska studierte an der Fakultät für Schauspiel der Theaterakademie in Warschau, wo sie im Jahr 2018 ihren Abschluss machte.
Mitte der 2010er Jahre begann sie, in Film- und Fernsehproduktionen aufzutreten. Ihr Debüt gab sie in dem Kriegsdrama Sommer 1943 – Das Ende der Unschuld, in dem sie Helena spielte. Sie wurde bisher zweimal für den Polnischen Filmpreis nominiert, 2020 als Beste Hauptdarstellerin für ihre Rolle der Dagna in dem  Film Pan T. und 2021 als Beste Nebendarstellerin für ihre Rolle der Agnes Wszystko dla mojej matki.

## Filmografie
- 2016: Sommer 1943 – Das Ende der Unschuld (Wołyń)
- 2019: Pan T.
- 2019: Wszystko dla mojej matki
- 2021–2023: Sexify